# Zarià Mira
Zarià Mira - Заря Мира (rus) - és un khútor del krai de Krasnodar, a Rússia. Es troba a la vora dreta del Labà, afluent del riu Kuban. És a 3 km al sud-est de Labinsk i a 149 km al sud-est de Krasnodar.
Pertany a la ciutat de Labinsk.